# Sphaerodactylus inaguae
Sphaerodactylus inaguae är en ödleart som beskrevs av  Noble och KLINGEL 1932. Sphaerodactylus inaguae ingår i släktet Sphaerodactylus och familjen geckoödlor. Inga underarter finns listade i Catalogue of Life.